# Lukas Klünter
Lukas Klünter (* 26. Mai 1996 in Euskirchen) ist ein deutscher Fußballspieler.

## Karriere

### Vereine
Klünter wurde in Euskirchen geboren und wuchs in Erftstadt auf. Er begann beim SC Schwarz-Weiß Friesheim, einem Stadtteilverein aus Erftstadt, mit dem Fußballspielen und setzte es beim SSV Weilerswist fort, ehe er zur Saison 2013/14 in die Jugendabteilung des TSC Euskirchen wechselte. Zur Saison 2013/14 verpflichtete ihn der Bonner SC, für dessen A-Jugendmannschaft er in der Staffel West der A-Junioren-Bundesliga 26 Punktspiele bestritt und ein Tor erzielte. Nach einer Spielzeit verpflichtete ihn der Ligakonkurrent 1. FC Köln, für dessen A-Jugendmannschaft er 2014/15 mit einem Tor in 21 Punktspielen zum zweiten Platz beitrug. In der Folgesaison rückte er in die Zweite Mannschaft der Kölner auf und bestritt in der viertklassigen Regionalliga West sieben Punktspiele. Sein Debüt im Seniorenbereich gab er am 31. Januar 2015 (19. Spieltag) beim torlosen Unentschieden im Auswärtsspiel gegen den KFC Uerdingen 05.
Sein Bundesligadebüt bestritt Klünter 19-jährig am 3. April 2016 (28. Spieltag des 2015/16), als er beim 1:1 im Auswärtsspiel gegen die TSG 1899 Hoffenheim in der 76. Spielminute für Simon Zoller eingewechselt wurde. In der Saison 2016/17 bestritt er fünf weitere Bundesligaspiele für den 1. FC Köln, wobei er am 4. April 2017 (27. Spieltag) beim 1:0-Sieg im Heimspiel gegen Eintracht Frankfurt, seinem zweiten Bundesligaspiel, erstmals von Beginn an und 90 Minuten lang zum Einsatz kam. Anfang Mai 2017 verlängerte Klünter seine Vertragslaufzeit bis 2020. Beim 2:2 im Rheinderby gegen Bayer 04 Leverkusen am 13. Mai 2017, dem 33. Spieltag, erzielte er seinen ersten Bundesligatreffer mit dem Treffer zum 2:0.
Nach dem Abstieg des 1. FC Köln aus der Bundesliga wechselte Klünter zur Saison 2018/19 zu Hertha BSC. In seiner ersten Saison absolvierte er – auch wegen einer im November 2018 erlittenen Verletzung  – nur zehn Ligaspiele. Bis zu seinem Vertragsende im Juni 2022 absolvierte Klünter 49 Bundesligaspiele für die Hertha. Im August 2022 wechselte er dann zum Zweitligisten Arminia Bielefeld.
Nach über einem halben Jahr Vereinslosigkeit schloss er sich Anfang Februar 2024 dem Drittligisten SV Waldhof Mannheim an. Sein Debüt gab er am 4. Februar 2024, dem 24. Spieltag, beim 2:2 gegen Preußen Münster.

### Nationalmannschaft
Sein Debüt im Nationaltrikot gab er am 26. März 2015 für die deutsche U-19-Nationalmannschaft, die in Mannheim im EM-Qualifikationsspiel gegen die Slowakei 1:1 spielte. Er nahm an der vom 6. bis 9. Juli 2015 in Griechenland ausgetragenen U-19-Europameisterschaft teil, bestritt alle drei Gruppenspiele und schied als Gruppenvierter aus dem Turnier aus.
Für die U-20-Nationalmannschaft bestritt er sein erstes Länderspiel am 7. September 2015 in Włocławek bei der 1:2-Niederlage gegen Polen im Rahmen einer Internationalen Spielrunde. Bei der U-21-EM 2017 in Polen gewann Klünter mit der deutschen U-21 als Ersatzspieler den Titel, ohne bei dem Turnier zum Einsatz gekommen zu sein.

## Erfolge
- U-21-Europameister: 2017